# Nicola Coughlan
Nicola Mary Coughlan (9 de janeiro de 1987) é uma atriz irlandesa mais conhecida por seus papéis como Clare Devlin em Derry Girls, uma sitcom do Channel 4 e como Penelope Featherington em Bridgerton, um drama de época da Netflix.

## Vida inicial
Coughlan nasceu em Galway, Irlanda. Ela se formou na The Oxford School of Drama e na Birmingham School of Acting. Ela é formada em Inglês e Civilização Clássica pela Universidade Nacional da Irlanda, Galway.

## Carreira
Em 2018, Coughlan começou a interpretar Clare Devlin em Derry Girls. No mesmo ano, ela também interpretou Hannah Dalton em Harlots. Em 2018 também marcou sua estréia no West End na produção do The Donmar Warehouse de The Prime of Miss Jean Brodie. O Evening Standard nomeou Nicola como "uma das estrelas em ascensão de 2018". Em 2019, foi anunciado que Nicola havia sido escalado para a série Bridgerton da Shondaland, que estreou na Netflix em dezembro de 2020, marcando a primeira série de Shonda Rhimes com o streamer e sendo a primeira atriz escalada para a série.
Em 26 de junho de 2020, Coughlan e suas colegas Derry Girls fizeram um esboço com Saoirse Ronan para o especial de arrecadação de fundos RTÉ, RTÉ Does Comic Relief. A renda da noite foi para aqueles afetados pela pandemia de COVID-19.

## Filmografia
| Ano           | Título                      | Papel                  | Notas                             |
| ------------- | --------------------------- | ---------------------- | --------------------------------- |
| 2004          | The Phantom Cnut            | Katie                  | Curta-metragem                    |
| 2012          | Doctors                     | Marie Callaghan        | Episódio: "Every End Has a Start" |
| 2018          | Harlots                     | Hannah Dalton          | Papel principal                   |
| 2018–2022     | Derry Girls                 | Clare Devlin           | Papel principal; 18 episódios     |
| 2020–presente | Bridgerton                  | Penelope Featherington | Papel principal                   |
| 2021          | Taskmaster’s New Year Treat | Ela mesma              |                                   |
| 2023          | Barbie                      | Diplomata Barbie       |                                   |

### Dublagens
| Ano       | Título                                                | Papel              | Notas |
| --------- | ----------------------------------------------------- | ------------------ | ----- |
| 2004–2005 | The Fairytaler                                        | Vários personagens | Voz   |
| 2008      | Summer of the Flying Saucer                           | Janis              | Voz   |
| 2010      | Simsala Grimm II: The Adventures of Yoyo and Doc Croc | Vários personagens | Voz   |
| 2011      | Thor: Legend of the Magical Hammer                    | Edda               | Voz   |
| 2012      | Ivan the Incredible                                   | Lottie             | Voz   |

## Teatro
| Ano       | Título                        | Papel       | Dirigido por    | Roteirista     | Teatro                                           |
| --------- | ----------------------------- | ----------- | --------------- | -------------- | ------------------------------------------------ |
| 2013      | Chapel Street                 | Kirsty      | Bryony Shanahan | Luke Barnes    | Scrawl Theatre Company UK Tour                   |
| 2015–2017 | Jess and Joe Forever          | Jess        | Derek Bond      | Zoe Cooper     | The Old Vic Orange Tree Theatre Traverse Theatre |
| 2018      | The Prime of Miss Jean Brodie | Joyce Emily | Polly Findlay   | David Harrower | Donmar Warehouse                                 |

## Prêmios e Indicações
| Ano  | Prêmio                                      | Categoria                                  | Trabalho nomeado              | Resultado |
| ---- | ------------------------------------------- | ------------------------------------------ | ----------------------------- | --------- |
| 2011 | The Stage Ones to Watch 2011                | Ones to Watch 2011                         | Graduation Showcase           | Venceu    |
| 2017 | Off West End Awards                         | Melhor Atriz em uma Peça                   | Jess and Joe Forever          | Indicado  |
| 2018 | Evening Standard Magazine Rising Stars 2018 | Evening Standard Magazine Rising Star 2018 | The Prime of Miss Jean Brodie | Venceu    |